# Новаківська Стефанія
Стефанія Новаківська (Козоріз) (10 січня 1883 р., с. Новоселиця Костикова?— † ?) — засновниця першого осередку УВО та ОУН на Закарпатті. Дружина українського політичного діяча Михайла Новаківського.

## Життєпис
Служила санітаркою у легіоні УСС. Нагороджена срібною медаллю Червоного Хреста.
Разом із чоловіком проживала на Закарпатті. Викладала в Ужгородській учительській семінарії. Син загинув на фронті біля Вінниці, а з чоловіком невдовзі після цього вона стала жити окремо.
Наприкінці 1929 зробила спробу створити Організацію Українських Націоналістів на Закарпатті. Ця організація не була самостійною краєвою структурою, а філією галицького УВО, із загальним керівництвом зі Львова.

### Організація замаху на лідера москвофілів
На знак протесту проти антиукраїнської діяльності москвофілів, яких підтримувала влада Чехословаччини, Стефанія Новаківська вмовила учня Ужгородської учительської семінарії Федора Тацинця, з яким познайомилася того ж року у скаутському таборі і який після цього був частим гостем у неї, здійснити замах на чільного представника москвофільства Євменія Сабова.
1 червня 1930 року Федір Тацинець вистрілив у лідера москвофілів під час проведення «Дня Русской Культури» в Ужгороді, але схибив і не завдав Євгенію Сабову жодної шкоди. Поліція його одразу заарештувала.
Разом із Тацинцем чеська поліція заарештувала й співучасників замаху — студентів Миколу Байду, Володимира Федорчука і Стефанію Новаківську. Суд відбувся у листопаді 1930 року і засудив Стефанію Новаківську до 5 років ув'язнення, оскільки вона взяла на себе всю провину за організацію та проведення замаху.
Подальша доля невідома.